# 2,3,7,8-Tetrachlorodibenzodioksyna
2,3,7,8-Tetrachlorodibenzodioksyna, TCDD – organiczny związek chemiczny z grupy dioksyn o bardzo dużej toksyczności. Związek ten został prawdopodobnie wykorzystany do usiłowania otrucia Wiktora Juszczenki jesienią 2004 roku w czasie kampanii prezydenckiej na Ukrainie.
Pierwszym objawem zatrucia jest trąd chlorowy, czyli zapaleniowe zmiany skóry, głównie twarzy i rąk. Utrzymuje się przez wiele lat pozostawiając głębokie blizny. W wyniku zatrucia TCDD mogą wystąpić zaburzenia w tworzeniu się hemoglobiny, zapalenie trzustki, uszkodzenie wątroby, podatność na infekcje, zaburzenia neurologiczne, zaburzenia ze strony układu hormonalnego. Śmiertelna dawka TCDD dla człowieka nie jest dokładnie znana.